# Lynóvytsia
Lynóvytsia (ucraniano: Лино́виця) es un sélyshche de Ucrania perteneciente al raión de Pryluky de la óblast de Chernígov.
En 2022, la localidad tenía una población de 2574 habitantes. Es sede de un municipio que incluye como pedanías quince localidades rurales, sumando la población municipal unos cinco mil habitantes. El municipio se formó en 2017 mediante la fusión del hasta entonces ayuntamiento urbano de Lynóvytsia (que no tenía pedanías) con los vecinos consejos rurales de Bubnivshchyna, Dankivka y Nová Hreblia, a los que se añadieron en 2020 los de Bohdánivka y Udaitsí. Además de esas seis localidades, pertenecen al actual municipio otras diez: Netiáhivshchyna, Onýshchenkiv, Stasívshchyna, Lutaika, Mokliaký, Mojnivka, Hlynshchyna, Topolia, Turkivka y Polonky.
Se ubica unos 10 km al sur de la capital distrital Pryluky, sobre la carretera R67 que lleva a Pyriatyn.

## Historia
Se conoce la existencia del asentamiento en documentos desde 1629. En su origen era un pequeño jútir, que entre 1636 y 1648 perteneció a Jeremi Wiśniowiecki. En 1697, el protopapa de Mahériv compró el jútir y lo reorganizó como una slobodá. A partir de 1718 pasó a ser un señorío, que con el tiempo perteneció a diversas familias nobles. En el Imperio ruso formó parte del uyezd de Pyriatyn de la gobernación de Poltava. En 1892 se abrió aquí una estación del ferrocarril de vía estrecha Kruty-Pryluky-Pyriatyn, que llevó a unos empresarios belgas a abrir una fábrica de azúcar. En 1912 se abrió una línea de ferrocarril convencional.
Tras la Revolución rusa, la RSS de Ucrania integró el pueblo en la óblast de Chernígov, separándolo de Poltava. Los soviéticos decidieron establecer aquí cuatro koljoses. La mayor parte de los vecinos se opuso, a lo que respondieron los soviéticos deportando en 1932 a casi toda la población local a Siberia y a la óblast de Arcángel. Los que siguieron en el pueblo sobrevivieron al Holodomor, gracias a la escasez de población y a la fábrica de azúcar. Adoptó el estatus de asentamiento de tipo urbano en 1960.